# 길랑균
길랑균(1968년 10월 14일 ~)은 OB 베어스의 전 야구 선수다. 경기고등학교를 졸업했다.

## 같이 보기
- 1994년 OB 베어스 시즌